# Cattedrale di Santa Maria (Ranchi)
La cattedrale di Santa Maria (in inglese: St. Mary's Cathedral) è la cattedrale dell'arcidiocesi di Ranchi e si trova nella città di Ranchi, in India.
La prima pietra per l'edificazione della chiesa, dedicata all'Immacolata concezione, è stata benedetta il 20 maggio del 1906 e la chiesa è stata completata e benedetta il 3 ottobre del 1909. Con l'erezione della diocesi di Ranchi il 25 maggio 1927, la chiesa è stata elevata a cattedrale.